# Vescles
Vescles település Franciaországban, Jura megyében. Lakosainak száma 183 fő (2022. január 1.). Vescles Lect, Arinthod, Cernon, Chancia, Condes, Thoirette-Coisia és Saint-Hymetière-sur-Valouse községekkel határos.

## Népesség
A település népessége az elmúlt években az alábbi módon változott:
| Lakosok száma | 156  | 143  | 167  | 209  | 211  | 197  | 193  | 187  | 184  | 183  |
|               | 1968 | 1982 | 1990 | 2006 | 2013 | 2015 | 2017 | 2019 | 2020 | 2022 |